# 北畠師親
北畠 師親（きたばたけ もろちか）は、鎌倉時代中期から後期の公卿。正二位権大納言北畠雅家の子。北畠師重の父、北畠親房の祖父に当たる。護良親王の祖父とする説もある。

## 生涯
仁治2年（1241年）、北畠雅家の子として生まれた。
正応2年（1289年）9月、亀山上皇が出家し法皇になると、師親も仏門に入った。
正和4年（1315年）10月6日、死去。享年75。
親子もしくは別の娘を通じて、後醍醐天皇皇子である征夷大将軍護良親王の母方の祖父に当たるという説があるが、異論もある（護良親王#誕生）。